# Odostomia cumshewaensis
Odostomia cumshewaensis is een slakkensoort uit de familie van de Pyramidellidae. De wetenschappelijke naam van de soort is voor het eerst geldig gepubliceerd in 1921 door Bartsch.